# Carnyorth
Carnyorth, ou Karnyorgh en cornique, est un hameau des Cornouailles, en Angleterre.
Il est situé dans l'ouest du comté, à 1,5 km au sud du village de Pendeen et à une dizaine de kilomètres à l'ouest de la ville de Penzance. Administrativement, il relève de la paroisse civile de St Just in Penwith.
Le hameau se trouve au sein de la Cornwall Area of Outstanding Natural Beauty (en), une zone protégée pour la beauté de ses paysages naturels (Area of Outstanding Natural Beauty).

## Histoire
Au XIXe siècle, Carnyorth abrite une mine d'étain. Elle est en activité de manière indépendante de 1853 à 1860, puis rattachée à la mine de Botallack (en).